# Skovbrynet Skole
Skovbrynet Skole (tidligere Værebro Skole) er en kommunal grundskole i Gladsaxe Kommune. Skolen er en international og digital profilskole (Go Global), der er certificeret af Cambridge International Examinations. Fra 1968 - 2012 hed skolen Værebro Skole.